# Michael Fleischer
Michael Thadaus Fleischer (ur. 23 lutego 1952 w Zabrzu) – polski filolog, kulturoznawca, teoretyk kultury niemieckiego pochodzenia.

## Życie
Urodził się jako syn Rudolfa i Ilse Fleischer. W roku 1971 ukończył Technikum Przemysłu Gazowniczego. Po zdaniu matury studiował filologię, kulturoznawstwo i filmoznawstwo na Uniwersytecie Śląskim w Katowicach. Magisterium otrzymał przedkładając pracę dotyczącą liryki Edwarda Stachury. Od 1982 roku studiował slawistykę i germanistykę na Uniwersytecie w Bochum, uzyskując doktorat w zakresie slawistyki w roku 1985. Tam też później habilitował się na polu slawistyki (1990). Liczne pobyty badawcze za granicą: w latach 1985–1986 przebywał na stypendium w Rosji, a w latach 1988–1990 na Uniwersytecie w Bochum. W latach 90. był też profesorem slawistyki na uniwersytetach w Oldenburgu i Frankfurcie nad Menem. Pracował też w Kolegium Karkonoskim w Jeleniej Górze i w Instytucie Lingwistyki Stosowanej Uniwersytetu Poznańskiego.
Od 1999 do 2007 roku profesor w Katedrze Kulturoznawstwa Uniwersytetu Wrocławskiego. Od 2001 roku pracował w Dolnośląskiej Szkole Wyższej we Wrocławiu, gdzie w ramach Instytutu Komunikacji Społecznej kierował specjalnością corporate identity, communication design i public relations. W 2008 roku zakończył współpracę z DSW.
Obecnie pracuje w Instytucie Dziennikarstwa i Komunikacji Społecznej Uniwersytetu Wrocławskiego, gdzie kieruje specjalnością projektowanie komunikacji/communication design. Wykłada również w Uniwersytecie SWPS we Wrocławiu.
Redaktor naczelny czasopism naukowych: „2K – kultura i komunikacja” (2002-2008) i obecnie „Communication design magazine”.
Autor wielu publikacji książkowych z zakresu teorii komunikacji, kulturoznawstwa, teorii systemów, teorii dyskursu i germanistyki.
Pomysłodawca antynagrody Chamlet.

## Wybrane publikacje
- Problemy i hipotezy systemowej teorii kultury. Podstawy empirycznych badań tekstów i kultury, Wrocław 1994, s. 160.
- Teoria kultury i komunikacji. Systemowe i ewolucyjne podstawy, przeł. M. Jaworowski, Wyd. Dolnośląska Szkoła Wyższa Edukacji TWP, Wrocław 2002, s. 607. ISBN 83-910486-9-2 (błędny)
- Konstrukcja rzeczywistości, Wyd. Uniwersytetu Wrocławskiego, Wrocław 2002, s. 354. Seria: Acta Universitatis Wratislaviensis nr 2463, ISBN 83-229-2345-7.
- Corporate identity i public relations, Wyd. Dolnośląska Szkoła Wyższa Edukacji TWP, Wrocław 2003, s. 225. ISBN 83-910486-9-2 (błędny)
- Polska symbolika kolektywna, Wyd. Dolnośląska Szkoła Wyższa Edukacji TWP, Wrocław 2003, s. 183. ISBN 83-89518-00-5 (błędny)
- Europa, Niemcy, USA i Rosja w polskim systemie kultury, Wyd. Uniwersytetu Wrocławskiego, Wrocław 2004, s. 147. Seria: Monografie Centrum Studiów Niemieckich i Europejskich im. Willy Brandta Uniwersytetu Wrocławskiego, 7. Seria: Acta Universitatis Wratislaviensis nr 2598. ISBN 83-229-2468-2.
- Pies i człowiek – o komunikacji międzygatunkowej, Wrocław 2004.
- Kognitywny wizerunek Wrocławia, Wyd. Uniwersytetu Wrocławskiego, Wrocław 2004, s. 89. Seria: Monografie Centrum Studiów Niemieckich i Europejskich im. Willy Brandta Uniwersytetu Wrocławskiego, 10. Seria: Acta Universitatis Wratislaviensis nr 2630. ISBN 83-229-2501-8.
- Obserwator trzeciego stopnia. O rozsądnym konstruktywizmie, Wyd. Uniwersytetu Wrocławskiego, Wrocław 2005, s. 151. Seria: Monografie Centrum Studiów Niemieckich i Europejskich im. Willy Brandta Uniwersytetu Wrocławskiego, 17. Seria: Acta Universitatis Wratislaviensis nr 2749. ISBN 83-229-2593-X.
- Ogólna teoria komunikacji, Wyd. Uniwersytetu Wrocławskiego, Wrocław 2007, s. 324. Seria: Acta Universitatis Wratislaviensis nr 2974. ISBN 978-83-229-2864-6.
- Koncepty komunikacji, Wyd. Atut, 2008, s. 146. ISBN 978-83-7432-442-7.
- Konstrukcja rzeczywistości, Wyd. Atut, 2009, s. 276. ISBN 978-83-7432-443-4.
- Communication design, czyli projektowanie komunikacji, Wyd. naukowe Primum verbum, Łódź 2010, s. 348. ISBN 978-83-62157-01-3.
- Kapitał – niestety (nie)ludzki, Wyd. Libron, Wrocław 2014. ISBN 978-83-64275-64-7[3]

## Omówienia
- Dominik Lewiński, Jednoosobowy paradygmat: Michael Fleischer, [w:] Kultura współczesna, nr 4/2008.